# Anemia lanipes
Anemia lanipes là một loài dương xỉ trong họ Anemiaceae. Loài này được C. Chr. mô tả khoa học đầu tiên năm 1932.